# 吕宋绯鲤
吕宋绯鲤（学名：Upeneus luzonius）为輻鰭魚綱鱸形目鱸亞目羊鱼科绯鲤属的鱼类。分布於西太平洋區，包括菲律賓、印尼、南中國海、越南、澳洲、泰國等海域，主要生活于近海。该物种的模式产地在呂宋岛。